# Collodictyon

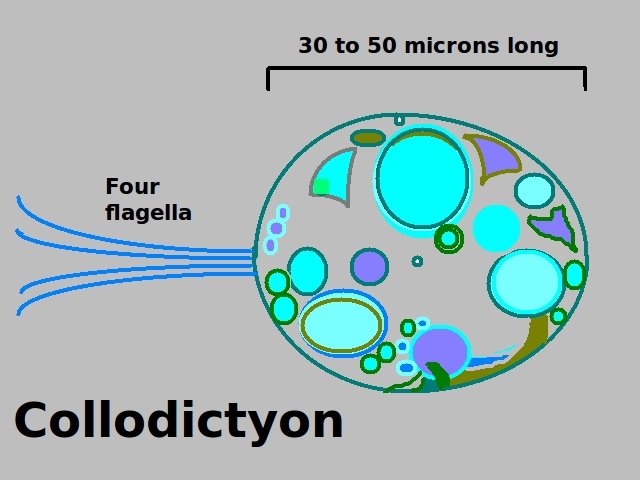
Collodictyon

Collodictyon – rodzaj protista z grupy CRuMs.

## Systematyka
Według serwisu AlgaeBase w 2025 roku w rodzaju umieszcza się 4 gatunki. Typowym jest Collodictyon triciliatum. Kolejny - Collodictyon sparsevacuolatum - nazwany przez Skuję, zamieszkuje wody słodkie USA i Europy. Inne to Collodictyon hongkongense i Collodictyon indicum . Gatunek, Collodictyon sphaericum, jest wątpliwy.
Razem z rodzajem Diphylleia organizm ten wydawał się długo dalekim krewnymi każdego innego eukariota. Analizy genetyczne pozwalają włączyć go do kladu CRuMs.
Brugerolle zaproponował umieszczenie go w rodzinie Collodictyonidae razem z Diphylleia.

## Budowa

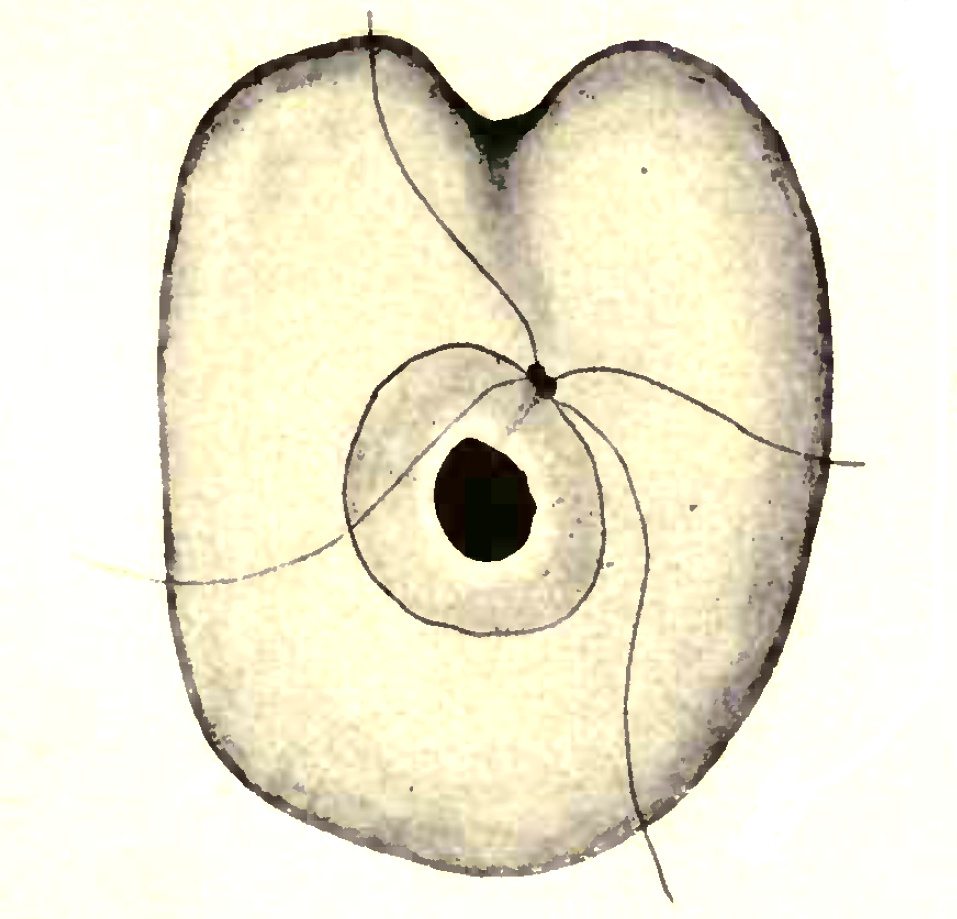
Collodictyon widziany z tyłu

Organizm posiada szczelinę brzuszną. Nie występują ściana komórkowa, chloroplasty czy stigma. Istnieją dwie kurczliwe wakuole. komórka przyjmuje kształt jajowaty lub elipsoidalny. Brzegi boczne są nieco kanciaste, prowadzą do szerokiego, skróconego, zaokrąglonego koniuszka. Brzeg tylny zwęża się w kierunku tylnym, tworząc do trzech płatów lub będąc po prostu zaokrąglony. często występują na nim nibynóżki. Jądro komórkowe leży w tylnej części komórki. Mitochondria cechują się tubularnymi grzebieniami.
Występują diktiosomy układające się w kształt podkowy.
Organizm rozmnaża się przez podział komórki. Collodictyon triciliatum ma 4 wici połączone z ciałkami podstawnymi, generalnie tej samej długości, równej lub przewyższającej nieznacznie długość ciała eukarionta.